# Justin Mapp

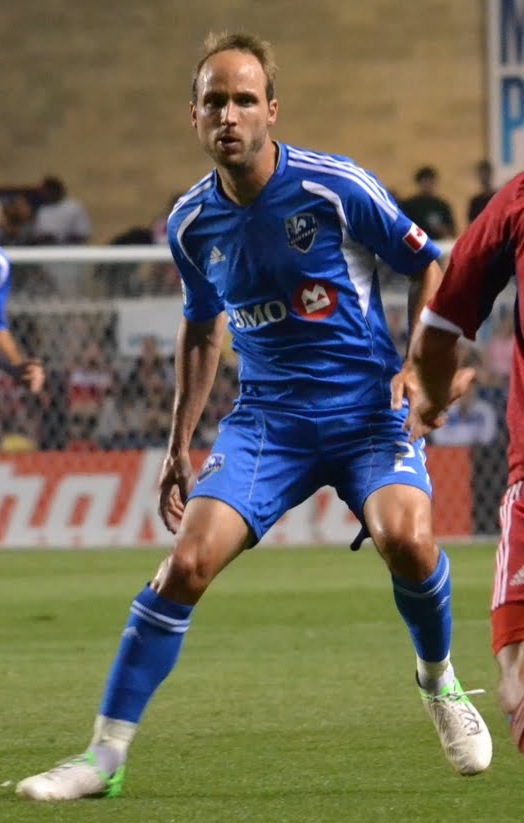
Justin Mapp in 2012

Justin Mapp (Brandon, 18 oktober 1984) is een Amerikaans voetballer die speelt voor Montreal Impact uit de Canada. Hij speelt als middenvelder en begon met voetballen in 2002 bij DC United; daar speelde hij maar drie wedstrijden en in 2003 maakte hij een transfer naar Chicago Fire. Hij maakte in twee seizoenen zes goals en zeven assists en was een belangrijk speler voor Chicago Fire voor het winnen van de US Open Cup. In 2005 werd hij opgeroepen voor het Amerikaans voetbalelftal; hij speelde eerder al wedstrijden voor jeugdelftallen van de Verenigde Staten en in 2007 speelde hij ook voor de Verenigde Staten op de Copa América 2007. In honderddertien wedstrijden voor Chicago Fire scoorde hij elf keer.
| seizoen     | club               | land             | competitie          | wed. | goals |
| ----------- | ------------------ | ---------------- | ------------------- | ---- | ----- |
| 2002        | DC United          | Verenigde Staten | Major League Soccer | 3    | 0     |
| 2003        | Chicago Fire       | Verenigde Staten | Major League Soccer | 21   | 3     |
| 2004        | Chicago Fire       | Verenigde Staten | Major League Soccer | 24   | 3     |
| 2005        | Chicago Fire       | Verenigde Staten | Major League Soccer | 29   | 3     |
| 2006        | Chicago Fire       | Verenigde Staten | Major League Soccer | 26   | 2     |
| 2007        | Chicago Fire       | Verenigde Staten | Major League Soccer | 13   | 0     |
| 2008        | Chicago Fire       | Verenigde Staten | Major League Soccer | 29   | 2     |
| 2009        | Chicago Fire       | Verenigde Staten | Major League Soccer | 10   | 0     |
| 2010        | Philadelphia Union | Verenigde Staten | Major League Soccer | 15   | 1     |
| 2011        | Philadelphia Union | Verenigde Staten | Major League Soccer | 29   | 3     |
| 2012        | Montreal Impact    | Canada           | Major League Soccer | 27   | 2     |
| 2013        | Montreal Impact    | Canada           | Major League Soccer | 27   | 2     |
| 2014        | Montreal Impact    | Canada           | Major League Soccer | 23   | 0     |
| 2015        | Montreal Impat     | Canada           | Major League Soccer | 2    | 0     |
| Bijgewerkt: | 8-4-2015           |                  | Totaal              | 278  | 23    |